# Stebbins (Mondkrater)
Stebbins ist ein großer Einschlagkrater im Norden der Mondrückseite mit einem Durchmesser von 130 km.
Stebbins liegt zwischen den ähnlich großen Kratern van't Hoff im Osten und Sommerfeld im Westen. Er überlagert den nordnordöstlichen Kraterrand des zirka zweieinhalbmal so großen Birkhoff. Nördlich von Stebbins liegt der kleinere Hippocrates.
Der Kraterrand ist erodiert und im Nordwesten von seinem Nebenkrater U überlagert. Der innere Kraterboden ist relativ eben bis auf einen nordwestlich vom Mittelpunkt gelegenen Gebirgszug und wenige kleinere Einschlagkrater.

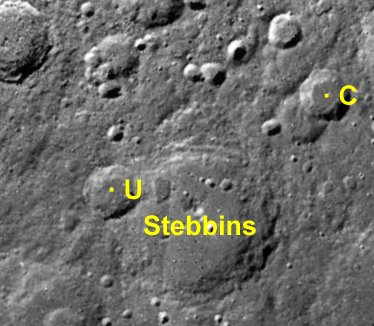
Stebbins mit seinen Nebenkratern

Stebbins hat zwei Nebenkrater mit C und U bezeichnete Nebenkrater:
| Buchstabe | Position            | Durchmesser | Link |
| --------- | ------------------- | ----------- | ---- |
| C         | 67,36° N, 134,01° W | 47 km       |      |
| U         | 64,91° N, 148,11° W | 44 km       |      |

Der Krater wurde 1970 von der IAU offiziell nach dem US-amerikanischen Astronomen Joel Stebbins benannt.